# Закавказка съветска федеративна социалистическа република
Закавказката съветска федеративна социалистическа република е една от съюзните републики на Съюза на съветските социалистически републики.
Просъществува от 12 март 1922 до 5 декември 1936 г. Включва в състава си Грузинската ССР, Арменската ССР и Азербайджанската ССР. Столица на републиката е гр. Тбилиси.
След Октомврийската революция през 1917 г. и хаоса, настъпил в страната, в Кавказкия регион се образува Закавказка федерация. След съперничество, сблъсък на национални интереси и война с Османската империя тя просъществува за кратко и е разпусната след една година през април 1918 г. През следващите години в 3-те съставни територии на Закавказката федерация се води гражданска война.
На 12 март 1922 г. в Тбилиси конференция на представители на Азербайджанската ССР, Арменската ССР и Грузинската ССР утвърждава договор за създаване на Федеративен съюз на социалистическите съветски републики на Закавказието (ФСССРЗ).
На 13 декември 1922 г. 1-вият закавказки конгрес на съветите в Баку преобразува ФСССРЗ в Закавказка социалистическа федеративна съветска република (ЗСФСР) при съхраняване на самостоятелността на влизащите в състава ѝ републики. Конгресът утвърждава конституция на ЗСФСР, образува правителство – Съвет на народните комисари на ЗСФСР.
На 30 декември 1922 г. ЗСФСР се обединява със съветските републики Руска СФСР, Украинска ССР и Белоруска ССР в Съюз на съветските социалистически републики.
На 5 декември 1936 г. ЗСФСР е разпусната и трите ѝ съставни републики – Азербайджанската, Арменската и Грузинската ССР, влизат в състава на СССР като съюзни републики.